# Византиос, Периклис
Периклис Византис  (греч.  Περικλής Βυζάντιος  16 [28] января 1893, Афины — 3 февраля 1972, Афины) — греческий художник XX века.

## Биография
Периклис Византиос родился в Афинах в январе 1893 года, в семье фанариотов. Его отец, Константинос Византиос, был офицером артиллерии. В семье было ещё двое детей, старше Перикла: Христос и Дина.
Перикл Византиос получил первые уроки живописи в мастерской Эвангелоса Иоаннидиса. В 1910 году он отправился в Мюнхен учиться юриспруденции, но вскоре оставил баварскую столицу и отправился учиться живописи в Париж, в Школе изящных искусств и Академии Жюлиана. В 1915 году художник вернулся в Грецию, для прохождения военной службы. В силу событий той эпохи, его военная служба продлилась 7 лет. Проходя службу и участвуя в боях, Византиос, в периоды мира между войнами продолжил, в меру возможного, свою художественную деятельность. В 1916 году он открыл свою мастерскую в Афинах и в том же году осуществил свою первую персональную выставку. В 1917 году Византиос принял участие в создании Группы «Искусство», которая ставила своей целью низложение консервативного греческого академизма.
Одновременно Византиос начал работать с сценографией. К раннему периоду деятельности Византиоса относятся работы с жанровыми сценами городской жизни и портретами. Позже он обратился к пейзажу. В его работах наблюдается влияние «постимпрессионизма».

## Малая Азия
После поражения и капитуляции Османской империи в Первой мировой войне, в мае 1919 года греческая армия, по мандату Антанты, взяла регион Смирны под свой контроль. Мандат предписывал Греции контроль региона на 5 лет (до проведения референдума). Военными художниками экспедиционной греческой армии стали местные смирненские художники, самым известным из которых был Георгиос Прокопиу. Но Прокопиу с 1920 года был назначен приказом командующего экспедиционной армией, Леонида Параскевопулоса «полевым кинематографистом». В 1921 году, в ходе похода на Анкару, Военное министерство мобилизовало для освещения событий группу фотографов и группу художников, в качестве военных репортеров. В группу художников входили Родоканакис, Павлос, Папалукас, Спирос и Византиос. Для участия в походе Папалукас прервал свою учёбу в Париже. Византиос уже успел организовать в Прусе, где он служил, персональную выставку и с 1921 года числился «армейским художником». Менее известным из трёх был Родоканакис. Приказ художникам был писать не только военные но и жанровые сцены.
Греческая армия продолжила наступление, но не смогла взять Анкару и в порядке отошла назад за реку Саггариос. Греческий историк Д.Фотиадис писал по этому поводу: «тактически мы победили, стратегически мы проиграли». Греческое монархистское правительство удвоило подконтрольную ему территорию в Малой Азии, но возможностями для дальнейшего наступления не располагало. Одновременно, не решив вопрос с греческим населением региона, правительство не решалось эвакуировать армию из Малой Азии. Фронт застыл на год. Весной 1922 года в афинском Заппион была организована «Военная выставка», где были выставлены работы трёх художников, а также работы военных фоторепортеров. Выставка прошла с большим успехом. Было принято решение перенести выставку в Смирну. Решение стало роковым для работ художников. В августе 1922 года фронт был прорван. Продвижение турок к Смирне сопровождалось истреблением коренного греческого населения Ионии:357.
Греческая армия оставила Смирну. Последовали сожжение города турками и резня населения:356.
В ходе резни и сожжения города, работы художников были утеряны. Число работ художников превышало 300. Однако греческий писатель Дукас, Стратис пишет, что только Папалукас потерял в Смирне 500 своих работ.
В конце 1922 года Византиос вёл официальные судебные зарисовки на Процессе шести виновников малоазиской трагедии.

## Последующие годы

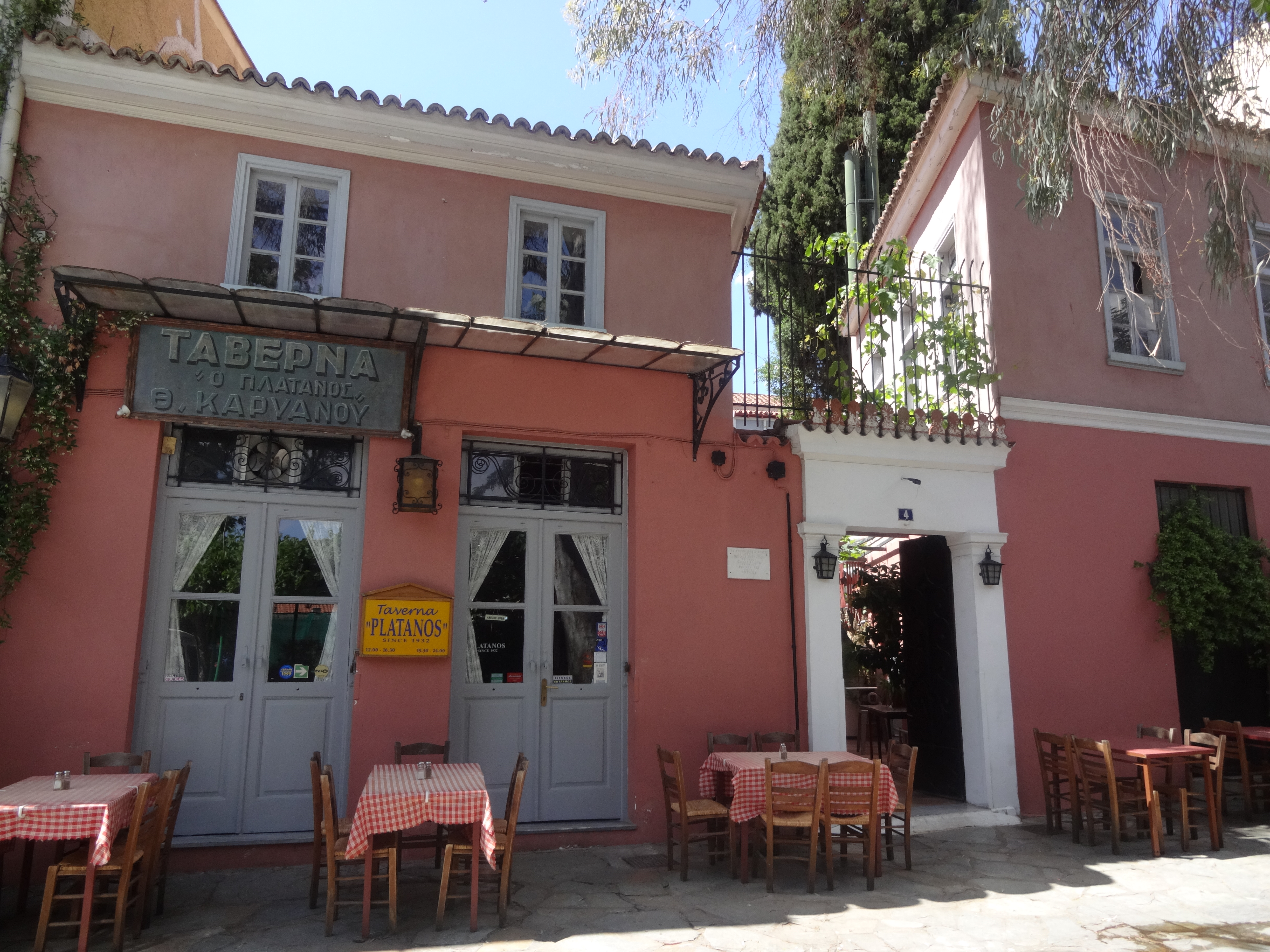
Таверна " Платанос « (бывшее ателье Византиоса-Каллигаса-Рока).

В 1923 году художник женился. Годом позже родился его сын Константин.
В 1922 году Византиос, Каллигас, Павлос и Рок, Фокион основали в афинском районе Плака, расположенном под Акрополем, совместное ателье.
Вскоре мастерская стала полюсом притяжения художников и „Ателье“ превратилось в художественный клуб, с атмосферой аналогичной французским ателье Монмартра.
В 1930 году Византиос был назначен сценографом Национального театра Греции и создал декорации для комедии Аристофана „Мир“.
В 1934 году, вместе с художницей Алекой Стилу-Дьямантопулу, он основал первую свободную школу живописи, которая с успехом функционировала до тройной германо-итало-болгарской оккупации Греции в 1941 году.
В 1936 году, по инициативе Византиоса, Афинская школа изящных искусств создала свой филиал на острове Идра, чью дирекцию Византиос принял в 1939 году.
В 1937 году Византиос был отмечен двумя государственными наградами: „бронзовой медалью“ и „почётным дипломом“.
В 1938 году принял участие в организации „Союза греческих художников“ и был избран председателем Союза.
До 1940 года Византиос публикует также карикатуры в афинских газетах, под псевдонимом „Скопелос“ (σκόπελος-риф).
Одновременно Византиос принял участие в „Панэллинских“ выставках, в Венецианской Биеннале 1934 года и Всемирной выставке Парижа 1937 года.
После агрессии фашистской Италии против Греции 28 октября 1940 года, Византиос написал афишу „Военной лотереи“, чем внёс посильный вклад в греческую победу, ставшую первой победой антифашистской коалиции.
По окончании войны Византиос выставлял свои работы в многочисленных персональных выставках 1948, 1950, 1958, 1964 и 1967 годов.
В 1971 году Византиос начал писать автобиографию но заболел и умер не завершив её. Несмотря на это, незавершённая автобиография художника была издана почти через четверть века после смерти художника в 1995 году.
После смерти Византиоса, его дочь, Марилена Льакопулу, подарила значительное число его работ, для создания постоянной экспозиции художника на острове Идра, в старинном особняке Лазаря Кунтуриотиса. В экспозиции представлены работы Византиоса „периода Идры“ (1951—1971), периода когда он жил на острове, будучи директором филиала Национальной галереи. Византиос полюбил остров. Период Идры стал периодом его перехода от реализма и импрессионизма к „зрелой личной живописи, в которой свет играет организационную роль, цвета рассеиваются на поверхности полотна, градации цветов дают поэтическую интерпретацию действительности“.
Сын Перикла Византиоса, Византиос, Дикос (Афины, 1924 — Мальорка Испания, 10 августа 2007) стал также известным художником, но прожил почти всю свою жизнь во Франции.
Выставки ретроспективы работ Перикла Византиоса были организованы в македонской столице, городе Фессалоники, в 1984 году и в Афинах в 1994 году.

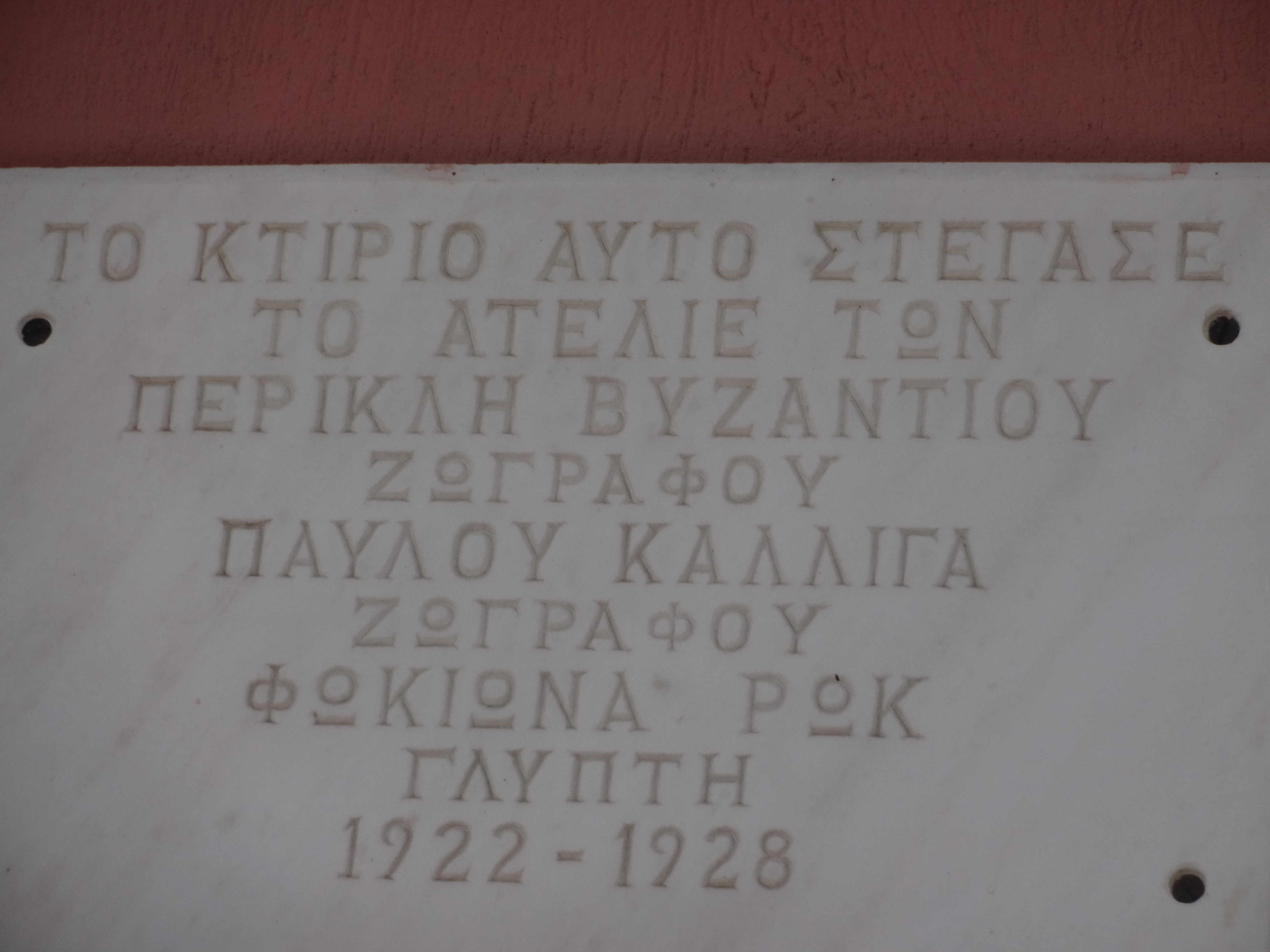
Мемориальная плита на таверне» Платанос " (бывшем ателье Византиоса-Каллигаса-Рока).

В «Ателье» Византиоса-Каллигаса-Рока, под Акрополем, сегодня располагается таверна «Платанос». Перед бывшей мастерской художников установлен бюст Византиоса, работы скульптора Григория Зевголиса. Бюст был подарен муниципалитету Афин дочерью Византиоса.